# Касимча
Касимча (рум. Casimcea) —  село в Румыни, в жудеце Тулча..

## География
Село Касимча находится на юго-востоке Румынии, на территории жудеца (уезда) Тулча региона Добруджа, в 183 километрах восточнее Бухареста и в 61 километре северо-западнее Тулчи . Административный центр коммуны Касимча.

## Население
В селе Касимча в 2002 году проживали (согласно переписи) 1.564 человека, из которых 1.484 жителя были этническими румынами (ок. 95 %), 59 — турками и 20 человек — цыганами.
В Касимче родился выдающийся румынский скульптор Ион Жаля.

## Археология
Скипетры с навершиями в виде лошадиных голов из погребениях новоданиловской группы из молдавского села Суворово и Касимчи имеют аналоги в Молдавии, Южной Румынии, Трансильвании, Болгарии и Македонии.  В. А. Сафронов связал, присутствие зооморфных каменных скипетров, изображающих голову лошади, с продвижением уже дезинтегрированных индоевропейских групп из районов Центральной Европы на восток до Поволжья и Северного Кавказа и датировал эту миграцию этапом Триполья В2/С1.